# Johannes Rothmann
Johannes Rothmann (* um 1560 in Bernburg) war ein Arzt und Verfasser eines Buches zur Handlesekunst.

## Leben
Johannes Rothmann war ein Bruder des bekannten Mathematikers und Astronomen Christoph Rothmann und stammte wie dieser aus Bernburg. Er nahm zusammen mit seinem Bruder Christoph (und dem dritten Bruder Berthold) an den astronomischen Beobachtungen bei Landgraf Wilhelm IV in Kassel teil. Rothmann studierte in Leipzig und promovierte in Wittenberg (1590) und Basel (1592). Danach ließ er sich als Arzt in Erfurt nieder.

## Wirken
Johannes Rothmanns eigener Ruhm speist sich aus seinem Buch über die Chiromantie oder Handlesekunst, das 1595 zuerst auf Latein und dann 1596 auch auf Deutsch erschien. 1652 erschien eine englische Übersetzung. Das Buch wird bis in die jüngste Vergangenheit zitiert und neu aufgelegt. Noch bis 1619 publizierte Rothmann weitere Schriften zu Themen der Chiromantie und der Meteorologie.

## Schriften
- Oratio de inflvxv ac potestate sidervm. Wittenberg 1590 (Dissertation).
- Theses philosophicae medicae de Morborum causis ex coeli ac siderum influxu. Basel 1592 (Dissertation).
- Crassities errorum, imposturarum et futilitatum astrologicarum, quas Leonhardus Thurneisser historiae suae, de quibus plantis, interseruit. Görlitz 1593.
- Chiromantiae theorica, practica, concordantia genethliaca, vestustis novitate addita. Erfurt 1595. Digital abrufbar beim MDZ.
- Chiromancia Sampt jhrer Theorick, Practick/ und Astronomischer Concordantz und Vergleichung der Nativiteten/ oder Geburtsfiguren/ in etlichen Exempeln. Erfurt 1596. Digital abrufbar beim MDZ.
- Tabulae Chiromanticæ, lineis, montibus et tuberculis manus constitutionem hominum, & fortunæ vires ostendentes. Frankfurt a. M. 1613.
- Meteorologiæ synopsis, hoc est Compendium doctrinae de meteoris in tres partes tributum ...: Collectum a Ioanne Rottmanno. Frankfurt a. M. 1619.